# Gelson Martins
Gelson Dany Batalha Martins (wym. [ˈʒɛɫ.sun mɐɾ.ˈtĩʃ], ur. 11 maja 1995 w Prai, Republika Zielonego Przylądka) – portugalski piłkarz występujący na pozycji pomocnika we francuskim klubie AS Monaco FC.

## Życiorys

### Kariera klubowa
Pierwsze treningi podjął w lizbońskim zespole Clube Futebol Benfica, skąd w 2010 przeniósł się do słynnej akademii piłkarskiej Sportingu. Pięć lat później przebił się do pierwszego składu tej drużyny. Zadebiutował w niej 9 sierpnia 2015 w spotkaniu o Superpuchar Portugalii (wygranym 1-0 z Benficą). Premierowy mecz w Primeira Lidze zanotował natomiast już 14 sierpnia, gdy Leões mierzyli się z Tondelą. W kampanii 2015/2016 na stałe wywalczył sobie miejsce w wyjściowej jedenastce.
25 lipca 2018 przeszedł do hiszpańskiego klubu Atlético Madryt. 27 stycznia 2019 został wypożyczony do monakijskiego klubu AS Monaco FC, umowa do 30 czerwca 2019.

### Kariera reprezentacyjna
Martins przez szereg lat był pewnym punktem portugalskich reprezentacji młodzieżowych. Wystąpił na ME U-19 w 2014 i MŚ U-20 w 2015. 7 października 2016 zadebiutował w kadrze seniorskiej – w spotkaniu eliminacji do MŚ 2018 przeciwko Andorze (6-0). Pojawił się na boisku w 72. minucie (zastąpił Pepego).

## Statystyki klubowe
Aktualne na dzień koniec sezonu 2021/2022
| 2014/15            | Sporting CP B      | Segunda Liga       | 40  | 6  | –   | –  | –   | –  | –   | –  | 42  | 6  |
| 2014/15            | Sporting CP        | Primeira Liga      | 0   | 0  | 0  | 0 | 2  | 0 | 0  | 0 | 42  | 6  |
| 2015/16            | Sporting CP        | Primeira Liga      | 29  | 4  | 2  | 0 | 2  | 1 | 7  | 1 | 41  | 6  |
| 2016/17            | Sporting CP        | Primeira Liga      | 32  | 6  | 3  | 0 | 2  | 1 | 6  | 0 | 43  | 7  |
| 2017/18            | Sporting CP        | Primeira Liga      | 31  | 8  | 5  | 1 | 3  | 1 | 11 | 2 | 50  | 12 |
| 2018/19            | Atlético Madryt    | Primera División   | 8   | 0  | 2  | 1 | 0  | 0 | 2  | 0 | 12  | 1  |
| 2018/19            | AS Monaco FC       | Ligue 1            | 16  | 4  | 0  | 0 | 1  | 0 | 0  | 0 | 17  | 4  |
| 2019/20            | AS Monaco FC       | Ligue 1            | 21  | 4  | 2  | 0 | 0  | 0 | 0  | 0 | 23  | 4  |
| 2020/21            | AS Monaco FC       | Ligue 1            | 23  | 3  | 4  | 0 | –   | –  | 0  | 0 | 27  | 3  |
| 2021/22            | AS Monaco FC       | Ligue 1            | 32  | 4  | 5  | 0 | –   | –  | 10 | 1 | 47  | 5  |
| Łącznie w karierze | Łącznie w karierze | Łącznie w karierze | 232 | 39 | 23 | 2 | 10 | 3 | 36 | 4 | 302 | 48 |